# ڪ
Le kāf écrasé est une lettre additionnelle de l’alphabet arabe utilisée dans l’écriture de l’od et du sindhi. Elle est à l’origine une variante stylistique du kāf ‹ ك › mais est utilisée comme lettre distincte en sindhi.

## Utilisation

### Arabe et autres langues
En arabe et d’autres langues, la lettre kāf peut avoir plusieurs formes, celles-ci sont considérées comme des variantes stylistiques ou des préférences régionales. Le kāf écrasé (en arabe الكاف المبسوطه al-kāf al-mabsūṭah) est une forme surtout utilisée dans les styles calligraphiques muḥaqqaq, rayḥān ou naskh.

### Sindhi
En sindhi, le kāf écrasé ‹ ڪ ڪـ ـڪـ ـڪ › est utilisé pour représenter une consonne occlusive vélaire sourde /k/ et est différentiée du kāf ouvert ‹ ک کـ ـکـ ـک › représentant une consonne occlusive vélaire sourde aspirée /kʰ/.